# Episodi di Ciao dottore! (sesta stagione)
La sesta stagione della serie televisiva Ciao dottore! è stata trasmessa in anteprima in Germania da Sat.1 tra il 28 ottobre 1999 e il 3 febbraio 2000.
| nº | Titolo originale     | Titolo italiano | Prima TV Germania | Prima TV Italia |
| -- | -------------------- | --------------- | ----------------- | --------------- |
| 1  | Um jeden Preis       |                 | 28 ottobre 1999   |                 |
| 2  | Die zweite Chance    |                 | 4 novembre 1999   |                 |
| 3  | Tödliches Puzzle     |                 | 11 novembre 1999  |                 |
| 4  | Männer-Rituale       |                 | 18 novembre 1999  |                 |
| 5  | Crash-Kid            |                 | 25 novembre 1999  |                 |
| 6  | Angst und Schrecken  |                 | 9 dicembre 1999   |                 |
| 7  | Herzklopfen          |                 | 16 dicembre 1999  |                 |
| 8  | Helden in Not        |                 | 30 dicembre 1999  |                 |
| 9  | Liebespaare          |                 | 6 gennaio 2000    |                 |
| 10 | Brennendes Geheimnis |                 | 13 gennaio 2000   |                 |
| 11 | Die Entführung       |                 | 20 gennaio 2000   |                 |
| 12 | Auf dem Prüfstand    |                 | 27 gennaio 2000   |                 |
| 13 | Überflieger          |                 | 3 febbraio 2000   |                 |